# Tatiana Vilhelmová
 (mai 2024).
Si vous disposez d'ouvrages ou d'articles de référence ou si vous connaissez des sites web de qualité traitant du thème abordé ici, merci de compléter l'article en donnant les références utiles à sa vérifiabilité et en les liant à la section « Notes et références ».
Tatiana Čecháková-Vilhelmová, née le 13 juillet 1978 à Prague, est une actrice tchèque.

## Biographie
Tatiana Vilhelmová grandit dans le quartier Žižkov à Prague. De ses 10 à ses 19 ans, elle se consacre au ballet. Elle est membre du réputé chœur d'enfants de Kühn. Elle ne termine pas ses études au conservatoire de Prague, à cause de sa carrière[évasif][réf. nécessaire]. Tatiana Vilhelmová commence à jouer très jeune[réf. nécessaire].
Elle devient rapidement une amie proche de l'actrice Anna Geislerová[réf. nécessaire].
Pendant ses premières années d'actrice, Tatiana Vilhelmová est réputée pour terminer ses nuits dans la boite de nuit pragoise Radost, après avoir joué au théâtre[réf. nécessaire].
Elle joue régulièrement au théâtre de Dejvice[réf. nécessaire]. Elle a été nommée pour de nombreux prix (Český lev, Cena Thálie, Cena Alfréda Radoka, Neviditelný herec)[réf. nécessaire].

### Vie privée
Sa mère, Karla Winklerová, vit à Pretoria, en Afrique du Sud, et son père en Ukraine. Elle a un frère aîné de deux ans, Victor[réf. nécessaire].
Tatiana Čecháková-Vilhelmová épouse le producteur Pavel Čechák[Quand ?][réf. nécessaire]. Ils ont un fils František né le 15 novembre 2005[réf. nécessaire].

## Filmographie
- 1998 : Čas dluhů : Vendulka
- 1999 : Návrat idiota (Le Retour de l'idiot) : Olga
- 2000 : Les Solitaires (Samotáři)
- 2002 : Děvčátko : Marie
- 2003 : Můj otec a ostatní muži (Mon père et les autres hommes) : Renata Soukupová
- 2004 : Milenci a vrazi
- 2004 : Duše jako kaviár
- 2005 : Something Like Happiness (Štěstí)
- 2007 : Medvídek de Jan Hřebejk
- 2007 : Duše jako červený kaviár
- 2007 : Vratné lahve
- 2015 : Domácí péče de Slávek Horák